# Associazione Sportiva Cittadella 2020-2021
Questa voce raccoglie le informazioni riguardanti l'Associazione Sportiva Cittadella nelle competizioni ufficiali della stagione 2020-2021.

## Stagione
Nella stagione 2020-2021 il Cittadella allenato da Roberto Venturato disputa il campionato cadetto, raccoglie 57 punti con il sesto posto finale, con diritto a partecipare ai Play-off, nei quali vince (1-0) il turno preliminare superando il Brescia, nella doppia semifinale supera il Monza, mentre nella doppia finale cede al Venezia. Senza una punta di peso, i due migliori marcatori sono stati due centrocampisti, Federico Proia che firma 9 reti in stagione e Mario Gargiulo autore di 8 reti. Nella Coppa Italia nel secondo turno il Cittadella ha la meglio (3-1) sul Novara, mentre nel terzo turno esce dal torneo piegato (0-2) dallo Spezia.

## Divise e sponsor
Gli sponsor principali sono Siderurgica Gabrielli e Sirmax; altri sponsor importanti sono Metalservice, Gavinox, Ocsa e Veneta nastri. Lo sponsor tecnico è Mizuno.
| Casa | Trasferta | Terza divisa |

## Organigramma societario
Consiglio di amministrazione
- Presidente: Andrea Gabrielli
- Vicepresidente: Giancarlo Pavin
- Amministratore delegato: Mauro Michelini

Direzione
- Direttore generale: Stefano Marchetti
- Responsabile settore giovanile: Cristian La Grottería
- Coordinatore settore giovanile: Nicola Maffei
- Responsabile attività di base: Claudio Conte

Segreteria
- Segretario generale: Claudio Cappelletti
- Segretario sportivo: Alberto Toso

Marketing e Ufficio Stampa
- Responsabile marketing: Federico Cerantola
- Responsabile stampa: Davide De Marchi

Amministrazione
- Responsabile amministrazione: Maurizio Tonin
- Segreteria amministrativa: Daniele Ceccato

Servizi Stadio
- Responsabile biglietteria: Gianfranco Cavallari
- Responsabili campo: Angelo Sgarbossa, Mariano Campagnaro
- Magazzinieri: Antonio Sgarbossa, Clara Degetto

Sicurezza
- Delegato sicurezza: Alessandro Bressa
- Rappresentante società per relazioni coi tifosi "Supporter Liason Officier": Silvio Bizzotto
- Responsabile impianti/strutture: Ing. Remo Poggiana

Area tecnica e medica
- Allenatore: Roberto Venturato
- Allenatore in seconda: Edoardo Gorini
- Preparatore portieri: Andrea Pierobon
- Collaboratore tecnico: Roberto Musso
- Preparatore atletico: Andrea Redigolo
- Responsabile sanitario: Ilario Candido
- Medico sociale ortopedico: Roberto Bordin
- Medico sociale radiologo: Carlo Rettore
- Massaggiatori: Giovanni Pivato, Nicola De Bardi
- Centro fisioterapico: Polimedica Fisio&Sport

## Rosa
Rosa e numerazione, tratte dal sito ufficiale del Cittadella, sono aggiornate al 29 settembre 2020.
| N. |                   | Ruolo | Calciatore             |
| -- | ----------------- | ----- | ---------------------- |
| 1  | Italia (bandiera) | P     | Alberto Paleari        |
| 3  | Italia (bandiera) | D     | Amedeo Benedetti       |
| 4  | Italia (bandiera) | C     | Manuel Iori (capitano) |
| 5  | Italia (bandiera) | D     | Davide Adorni          |
| 6  | Italia (bandiera) | D     | Agostino Camigliano    |
| 7  | Italia (bandiera) | A     | Marco Rosafio          |
| 8  | Italia (bandiera) | C     | Federico Proia         |
| 9  | Italia (bandiera) | A     | Frank Tsadjout         |
| 10 | Italia (bandiera) | C     | Christian D'Urso       |
| 11 | Italia (bandiera) | A     | Paolo Grillo           |
| 11 | Italia (bandiera) | A     | Giacomo Beretta        |
| 12 | Italia (bandiera) | P     | Luca Maniero           |
| 13 | Italia (bandiera) | D     | Alberto Rizzo          |
| 15 | Italia (bandiera) | D     | Domenico Frare         |
| 16 | Italia (bandiera) | C     | Alessio Vita           |

| N. |                    | Ruolo | Calciatore           |
| -- | ------------------ | ----- | -------------------- |
| 17 | Italia (bandiera)  | D     | Daniele Donnarumma   |
| 18 | Italia (bandiera)  | D     | Romano Perticone     |
| 19 | Guinea (bandiera)  | A     | Karamoko Cissé       |
| 20 | Italia (bandiera)  | C     | Mario Gargiulo       |
| 21 | Italia (bandiera)  | A     | Camillo Tavernelli   |
| 22 | Italia (bandiera)  | P     | Giacomo Plechero     |
| 23 | Italia (bandiera)  | C     | Simone Branca        |
| 24 | Italia (bandiera)  | D     | Luca Ghiringhelli    |
| 26 | Italia (bandiera)  | C     | Nicola Pavan         |
| 29 | Italia (bandiera)  | C     | Valerio Mastrantonio |
| 30 | Italia (bandiera)  | A     | Francesco Stanco     |
| 32 | Italia (bandiera)  | A     | Roberto Ogunseye     |
| 34 | Nigeria (bandiera) | C     | Theophilus Awua      |
| 84 | Italia (bandiera)  | D     | Tommaso Cassandro    |
| 92 | Italia (bandiera)  | A     | Enrico Baldini       |

## Calciomercato

### Sessione estiva(dal 1º settembre al 5 ottobre)
| Acquisti | Acquisti             | Acquisti       | Acquisti      |
| R.       | Nome                 | da             | Modalità      |
| -------- | -------------------- | -------------- | ------------- |
| D        | Tommaso Cassandro    | Bologna        | definitivo    |
| C        | Theophilus Awua      | Spezia         | prestito      |
| D        | Daniele Donnarumma   | Monopoli       | definitivo    |
| C        | Valerio Mastrantonio | Frosinone      | definitivo    |
| A        | Karamoko Cissé       | Verona         | definitivo    |
| A        | Paolo Grillo         | Sicula Leonzio | svincolato    |
| A        | Roberto Ogunseye     | Olbia          | fine prestito |
| A        | Camillo Tavernelli   | Gubbio         | definitivo    |

| Cessioni | Cessioni          | Cessioni  | Cessioni      |
| R.       | Nome              | a         | Modalità      |
| -------- | ----------------- | --------- | ------------- |
| P        | Alberto Paleari   | Genoa     | prestito      |
| D        | Christian Ventola | Pescara   | fine prestito |
| C        | Andrea Bussaglia  |           | svincolato    |
| A        | Davide Diaw       | Pordenone | definitivo    |
| A        | Davide Luppi      |           | svincolato    |
| A        | Giuseppe Panico   | Novara    | definitivo    |
| A        | Giacomo Vrioni    | Sampdoria | fine prestito |

### Sessione invernale(dal 04/01 al 01/02)
| Acquisti | Acquisti        | Acquisti | Acquisti   |
| R.       | Nome            | da       | Modalità   |
| -------- | --------------- | -------- | ---------- |
| A        | Enrico Baldini  | Fano     | definitivo |
| A        | Giacomo Beretta | Padova   | definitivo |

| Cessioni | Cessioni          | Cessioni                 | Cessioni      |
| R.       | Nome              | a                        | Modalità      |
| -------- | ----------------- | ------------------------ | ------------- |
| P        | Gabriele Plechero | Union San Giorgio Sedico | prestito      |
| C        | Theophilus Awua   | Spezia                   | fine prestito |
| C        | Gianluca Bassano  | Bisceglie                | prestito      |
| A        | Karamoko Cissé    | Padova                   | definitivo    |
| A        | Paolo Grillo      | Catanzaro                | prestito      |

## Risultati

### Serie B

#### Girone di andata
| Arbitro: | Maggioni (Lecco) |

|  |           |                               |
|  | Marcatori | 22’ Ogunseye 81’ A. Benedetti |

| Arbitro: | Marchetti (Ostia Lido) |

|                                        |           |  |
| D'Urso 58’ Tsadjout 74’ Gargiulo 90+6’ | Marcatori |  |

| Arbitro: | Marinelli (Tivoli) |

|              |           |            |
| Carretta 18’ | Marcatori | 7’ Rosafio |

| Arbitro: | Volpi (Arezzo) |

|                             |           |  |
| Gargiulo 45’ Tavernelli 53’ | Marcatori |  |

| Arbitro: | Fourneau (Roma) |

|  |           |                       |
|  | Marcatori | 9’ Proia 65’ Ogunseye |

| Arbitro: | Paterna (Teramo) |

|                  |           |                                       |
| Ghiringhelli 27’ | Marcatori | 10’ (rig.) Boateng 18’ (rig.) Gytkjær |

| Arbitro: | Santoro (Messina) |

|                          |           |           |
| Ceter 16’, 19’ Vokić 40’ | Marcatori | 60’ Cissé |

| Arbitro: | Marini (Roma) |

|                                 |           |                                 |
| A. Benedetti 30’ Gargiulo 90+1’ | Marcatori | 69’ (rig.) Mancuso 72’ Olivieri |

| Arbitro: | Pezzuto (Lecce) |

|                |           |                                                    |
| M. Marconi 88’ | Marcatori | 5’ Gargiulo 19’ (rig.) Ogunseye 63’ Pavan 87’ Iori |

| Arbitro: | Prontera (Bologna) |

|           |           |  |
| Bogdan 8’ | Marcatori |  |

| Arbitro: | Camplone (Pescara) |

|                        |           |  |
| Proia 66’ Gargiulo 88’ | Marcatori |  |

| Arbitro: | Santoro (Messina) |

|                                    |           |  |
| D'Urso 48’ Adorni 58’ Gargiulo 79’ | Marcatori |  |

| Arbitro: | Massimi (Termoli) |

|            |           |                                          |
| Liotti 20’ | Marcatori | 23’ (rig.) Tsadjout 53’ Proia 69’ Branca |

| Arbitro: | Marini (Roma) |

|                |           |  |
| Ogunseye 45+1’ | Marcatori |  |

| Arbitro: | Abbattista (Molfetta) |

|                               |           |           |
| M. De Luca 31’ Bertagnoli 74’ | Marcatori | 84’ Pavan |

| Arbitro: | Piccinini (Forlì) |

|                            |           |               |
| Ogunseye 8’ Tavernelli 64’ | Marcatori | 18’, 45’ Coda |

| Arbitro: | Gariglio (Pinerolo) |

|                  |           |  |
| Mat. Mancosu 40’ | Marcatori |  |

| Arbitro: | Santoro (Messina) |

|                |           |  |
| Tavernelli 79’ | Marcatori |  |

| Arbitro: | Ros (Pordenone) |

|          |           |  |
| Forte 3’ | Marcatori |  |

#### Girone di ritorno
| Arbitro: | Maggioni (Lecco) |

|                    |           |            |
| Da. Donnarumma 88’ | Marcatori | 3’ Gaetano |

| Arbitro: | Dionisi (L'Aquila) |

|                                |           |                                    |
| Ayé 7’, 44’ Al. Donnarumma 28’ | Marcatori | 62’ Gargiulo 79’ Frare 84’ Baldini |

| Arbitro: | Robilotta (Sala Consilina) |

|          |           |           |
| Proia 4’ | Marcatori | 90’ Corsi |

| Arbitro: | Paterna (Teramo) |

|  |           |             |
|  | Marcatori | 16’ Beretta |

| Arbitro: | Amabile (Vicenza) |

|  |           |                                 |
|  | Marcatori | 2’ Yao 28’ Laribi 51’ Mazzocchi |

| Monza 27 febbraio 2021, ore 16:00 CET 25ª giornata | Monza           | 0 – 0 referto | Cittadella | U-Power Stadium\| Arbitro: \| Ros (Pordenone) \| |
| Arbitro:                                           | Ros (Pordenone) |               |            |                                                  |

| Arbitro: | Giua (Olbia) |

|  |           |               |
|  | Marcatori | 90+2’ Odgaard |

| Arbitro: | Maresca (Napoli) |

|             |           |           |
| Bajrami 23’ | Marcatori | 63’ Proia |

| Arbitro: | Gariglio (Pinerolo) |

|                       |           |  |
| Tsadjout 8’ Proia 30’ | Marcatori |  |

| Cittadella 16 marzo 2021, ore 19:00 CET 29ª giornata | Cittadella             | 0 – 0 referto | Salernitana | Stadio Piercesare Tombolato\| Arbitro: \| Manganiello (Pinerolo) \| |
| Arbitro:                                             | Manganiello (Pinerolo) |               |             |                                                                     |

| Arbitro: | Sozza (Seregno) |

|              |           |  |
| Floccari 46’ | Marcatori |  |

| Arbitro: | Maggioni (Lecco) |

|            |           |  |
| Nalini 20’ | Marcatori |  |

| Arbitro: | Dionisi (L'Aquila) |

|             |           |                |
| Beretta 46’ | Marcatori | 59’ N. Bianchi |

| Arbitro: | Illuzzi (Molfetta) |

|                  |           |             |
| N. Brighenti 56’ | Marcatori | 20’ Beretta |

| Arbitro: | Irrati (Pistoia) |

|              |           |  |
| Gargiulo 85’ | Marcatori |  |

| Arbitro: | Serra (Torino) |

|          |           |                                    |
| Coda 27’ | Marcatori | 18’ D'Urso 47’ Rosafio 90+1’ Proia |

| Arbitro: | Camplone (Pescara) |

|                   |           |  |
| Bonini 49’ (aut.) | Marcatori |  |

| Arbitro: | Rapuano (Rimini) |

|                      |           |  |
| Büchel 39’ Bajić 49’ | Marcatori |  |

| Arbitro: | Paterna (Teramo) |

|             |           |             |
| Baldini 50’ | Marcatori | 33’ Bocalon |

#### Play-off
| Arbitro: | Pezzuto (Lecce) |

|           |           |  |
| Proia 40’ | Marcatori |  |

| Arbitro: | Ayroldi (Molfetta) |

|                       |           |  |
| Baldini 13’, 22’, 85’ | Marcatori |  |

| Arbitro: | Sacchi (Macerata) |

|                                |           |  |
| Balotelli 58’ D'Alessandro 78’ | Marcatori |  |

| Arbitro: | Sozza (Seregno) |

|  |           |                |
|  | Marcatori | 50’ Di Mariano |

| Arbitro: | Orsato (Schio) |

|               |           |           |
| Bocalon 90+3’ | Marcatori | 26’ Proia |

### Coppa Italia
| Arbitro: | Abbattista (Molfetta) |

|                                          |           |            |
| Iori 16’ (rig.) Rosafio 74’ Ogunseye 79’ | Marcatori | 76’ Panico |

| Arbitro: | Serra (Torino) |

|  |           |                                   |
|  | Marcatori | 49’ Verde 63’ (aut.) A. Benedetti |

## Statistiche

### Statistiche di squadra
Statistiche aggiornate al 27 settembre 2020
| Competizione | Punti | In casa | In casa | In casa | In casa | In casa | In casa | In trasferta | In trasferta | In trasferta | In trasferta | In trasferta | In trasferta | Totale | Totale | Totale | Totale | Totale | Totale | DR |
| Competizione | Punti | G       | V       | N       | P       | Gf      | Gs      | G            | V            | N            | P            | Gf           | Gs           | G      | V      | N      | P      | Gf     | Gs     | DR |
| ------------ | ----- | ------- | ------- | ------- | ------- | ------- | ------- | ------------ | ------------ | ------------ | ------------ | ------------ | ------------ | ------ | ------ | ------ | ------ | ------ | ------ | -- |
| Serie B      | 6     | 1       | 1       | 0       | 0       | 3       | 0       | 1            | 1            | 0            | 0            | 2            | 0            | 2      | 2      | 0      | 0      | 3      | 0      | +5 |
| Coppa Italia |       |         |         |         |         |         |         |              |              |              |              |              |              |        |        |        |        |        |        |    |
| Totale       | 6     | 1       | 1       | 0       | 0       | 3       | 0       | 1            | 1            | 0            | 0            | 2            | 0            | 2      | 2      | 0      | 0      | 5      | 0      | +5 |

### Andamento in campionato
| Giornata  | 1 | 2 | 3 | 4 | 5 | 6 | 7 | 8 | 9 | 10 | 11 | 12 | 13 | 14 | 15 | 16 | 17 | 18 | 19 | 20 | 21 | 22 | 23 | 24 | 25 | 26 | 27 | 28 | 29 | 30 | 31 | 32 | 33 | 34 | 35 | 36 | 37 | 38 |
| --------- | - | - | - | - | - | - | - | - | - | -- | -- | -- | -- | -- | -- | -- | -- | -- | -- | -- | -- | -- | -- | -- | -- | -- | -- | -- | -- | -- | -- | -- | -- | -- | -- | -- | -- | -- |
| Luogo     | T | C | T | C | T | C | T | C | T | T  | C  | C  | T  | C  | T  | C  | T  | C  | T  | C  | T  | C  | T  | C  | T  | C  | T  | C  | C  | T  | T  | C  | T  | C  | T  | C  | T  | C  |
| Risultato | V | V | N | V | V | P | P | N | V | P  | V  | V  | V  | V  | P  | N  | P  | V  | P  | N  | N  | N  | V  | P  | N  | P  | N  | V  | N  | P  | P  | N  | N  |    |    |    |    |    |
| Posizione | 2 | 1 | 1 | 1 | 1 | 2 | 4 | 6 | 5 | 7  | 5  | 3  | 1  | 1  | 3  | 3  | 3  | 2  | 4  | 5  | 5  | 5  | 2  | 5  | 5  | 7  | 7  | 6  | 6  | 6  | 7  | 7  | 8  |    |    |    |    |    |

Legenda:

Luogo: C = Casa; T = Trasferta. Risultato: V = Vittoria; N = Pareggio; P = Sconfitta.

### Statistiche dei giocatori
| Giocatore       | Serie B  | Serie B | Serie B     | Serie B    | Coppa Italia | Coppa Italia | Coppa Italia | Coppa Italia | Totale   | Totale | Totale      | Totale     |
| Giocatore       | Presenze | Reti    | Ammonizioni | Espulsioni | Presenze     | Reti         | Ammonizioni  | Espulsioni   | Presenze | Reti   | Ammonizioni | Espulsioni |
| --------------- | -------- | ------- | ----------- | ---------- | ------------ | ------------ | ------------ | ------------ | -------- | ------ | ----------- | ---------- |
| D. Adorni       | 0        | 0       | 0           | 0          | 0            | 0            | 0            | 0            | 0        | 0      | 0           | 0          |
| T. Awua         | 0        | 0       | 0           | 0          | 0            | 0            | 0            | 0            | 0        | 0      | 0           | 0          |
| A. Benedetti    | 0        | 0       | 0           | 0          | 0            | 0            | 0            | 0            | 0        | 0      | 0           | 0          |
| S. Branca       | 0        | 0       | 0           | 0          | 0            | 0            | 0            | 0            | 0        | 0      | 0           | 0          |
| A. Bussaglia    | 0        | 0       | 0           | 0          | 0            | 0            | 0            | 0            | 0        | 0      | 0           | 0          |
| A. Camigliano   | 0        | 0       | 0           | 0          | 0            | 0            | 0            | 0            | 0        | 0      | 0           | 0          |
| T. Cassandro    | 0        | 0       | 0           | 0          | 0            | 0            | 0            | 0            | 0        | 0      | 0           | 0          |
| K. Cissè        | 0        | 0       | 0           | 0          | 0            | 0            | 0            | 0            | 0        | 0      | 0           | 0          |
| C. D'Urso       | 0        | 0       | 0           | 0          | 0            | 0            | 0            | 0            | 0        | 0      | 0           | 0          |
| M. De Marchi    | 0        | 0       | 0           | 0          | 0            | 0            | 0            | 0            | 0        | 0      | 0           | 0          |
| D. Donnarumma   | 0        | 0       | 0           | 0          | 0            | 0            | 0            | 0            | 0        | 0      | 0           | 0          |
| D. Frare        | 0        | 0       | 0           | 0          | 0            | 0            | 0            | 0            | 0        | 0      | 0           | 0          |
| M. Gargiulo     | 0        | 0       | 0           | 0          | 0            | 0            | 0            | 0            | 0        | 0      | 0           | 0          |
| L. Ghiringhelli | 0        | 0       | 0           | 0          | 0            | 0            | 0            | 0            | 0        | 0      | 0           | 0          |
| P. Grillo       | 0        | 0       | 0           | 0          | 0            | 0            | 0            | 0            | 0        | 0      | 0           | 0          |
| M. Iori         | 0        | 0       | 0           | 0          | 0            | 0            | 0            | 0            | 0        | 0      | 0           | 0          |
| L. Maniero      | 0        | 0       | 0           | 0          | 0            | 0            | 0            | 0            | 0        | 0      | 0           | 0          |
| V. Mastrantonio | 0        | 0       | 0           | 0          | 0            | 0            | 0            | 0            | 0        | 0      | 0           | 0          |
| R. Ogunseye     | 0        | 0       | 0           | 0          | 0            | 0            | 0            | 0            | 0        | 0      | 0           | 0          |
| A. Paleari      | 0        | 0       | 0           | 0          | 0            | 0            | 0            | 0            | 0        | 0      | 0           | 0          |
| N. Pavan        | 0        | 0       | 0           | 0          | 0            | 0            | 0            | 0            | 0        | 0      | 0           | 0          |
| R. Perticone    | 0        | 0       | 0           | 0          | 0            | 0            | 0            | 0            | 0        | 0      | 0           | 0          |
| G. Plechero     | 0        | 0       | 0           | 0          | 0            | 0            | 0            | 0            | 0        | 0      | 0           | 0          |
| F. Proia        | 0        | 0       | 0           | 0          | 0            | 0            | 0            | 0            | 0        | 0      | 0           | 0          |
| A. Rizzo        | 0        | 0       | 0           | 0          | 0            | 0            | 0            | 0            | 0        | 0      | 0           | 0          |
| M. Rosafio      | 0        | 0       | 0           | 0          | 0            | 0            | 0            | 0            | 0        | 0      | 0           | 0          |
| F. Stanco       | 0        | 0       | 0           | 0          | 0            | 0            | 0            | 0            | 0        | 0      | 0           | 0          |
| C. Tavernelli   | 0        | 0       | 0           | 0          | 0            | 0            | 0            | 0            | 0        | 0      | 0           | 0          |
| A. Vita         | 0        | 0       | 0           | 0          | 0            | 0            | 0            | 0            | 0        | 0      | 0           | 0          |